# Mino Raiola
Carmine (Mino) Raiola (Nocera Inferiore, 4 november 1967 – Segrate, 30 april 2022) was een Italiaans-Nederlandse zaakwaarnemer van professionele voetballers.

## Biografie
Raiola verhuisde in 1968 op eenjarige leeftijd met zijn ouders naar Haarlem. Hij werkte in het Italiaanse restaurant Napoli van zijn ouders en ging rechten studeren. In 1987 startte Raiola zijn eigen bedrijf. Naast zijn zakelijke activiteiten richtte Raiola zich ook op het voetbal.
Vervolgens richtte hij zich op het bestuurswerk. Op 22-jarige leeftijd kwam hij terecht bij HFC Haarlem. Daar moest hij echter al snel weer vertrekken. Naar eigen zeggen was hij vrijwillig opgestapt omdat de rest van het bestuur te conservatief was.
Na kortstondige avonturen als voetballer en bestuurder bleef hij betrokken bij de voetbalwereld, ditmaal als voetbalmakelaar. Raiola kwam te werken bij Sport Promotions, het bedrijf van zaakwaarnemer Rob Jansen. Daar werkte de welbespraakte Raiola zich snel naar boven en assisteerde hij bij de transfers van Ajacieden Bryan Roy (in 1992 naar US Foggia), Marciano Vink (in 1993 naar Genoa), Wim Jonk en Dennis Bergkamp (beiden in 1993 naar Internazionale) en Michel Kreek (in 1994 naar Padova). Na enige tijd besloot hij het bedrijf echter te verlaten om voor zichzelf te beginnen. Zijn eerste grote transfer was die van Pavel Nedvěd, die na een goed verlopen EK 1996 een contract kon tekenen bij Lazio Roma. Met de overgang kreeg Raiola een goede grip op de Tsjechische en Italiaanse transfermarkt, want in diezelfde periode wist hij ook Henri van der Vegt van Willem II naar Udinese te verhuizen.
Net na de eeuwwisseling kwam Raiola met zijn eigen bedrijf binnen bij Ajax. Het leverde hem een nieuwe clientèle op die bestond uit Zlatan Ibrahimović, Mido en Maxwell (2001). Ook zijn Tsjechische cliënt Zdeněk Grygera wist hij onder te brengen bij de Amsterdammers (2003). Op 31 augustus 2004, de laatste dag in de zomer waarop transfers mogelijk waren, bracht Raiola Ibrahimović voor een bedrag van zestien miljoen euro over naar Juventus. Maxwell en Grygera besloten hun contract bij Ajax niet te verlengen, waardoor Raiola beide spelers transfervrij kon onderbrengen bij respectievelijk Internazionale (2006) en Juventus (2007). Na deze transfers deed Ajax 2 jaar geen zaken meer met Raiola. Ondertussen begeleidde de Italiaan de overgangen van Alexander Östlund en Peter van den Berg naar Feyenoord.
Ook zonder Ajax behaalde Raiola successen. In eerste instantie vooral met Pavel Nedvěd, die hij een van de best betaalde voetballers van de wereld had gemaakt. Ook begeleidde hij de transfer van Ibrahimović naar Internazionale (2006) en FC Barcelona (2009). De enige wapenfeiten van Raiola op de Nederlandse transfermarkt in die periode waren de overgangen van Leo Veloso en Oscar Moens naar Willem II.
In 2009 kwam Raiola opnieuw binnen bij Ajax, toen zijn cliënt Martin Jol daar hoofdtrainer werd. In het kielzog van Jol kwamen ook de Brazilianen Kerlon en Ze Eduardo naar Amsterdam, evenals proefspeler Bruno Andrade en oudgediende Mido. In tegenstelling tot wat vaak wordt gedacht, was Raiola niet de zaakwaarnemer van Marko Pantelić, Teemu Tainio of Thimothée Atouba.
In de periode 2010-2011 slaagde Raiola erin om betrokken te raken bij vijf AC Milan-transfers (Zlatan Ibrahimović, Robinho, Mark van Bommel, Urby Emanuelson en Dídac Vilà), ondanks dat niet alle spelers in kwestie (vaste) cliënten van hem waren. In april 2012 becijferde tijdschrift Voetbal International dat Raiola tot op dat moment ruim 192 miljoen euro had verdiend met zijn zaakwaarnemerspraktijken.
In 2016 was hij betrokken bij de transfer van Paul Pogba van Juventus naar Manchester United, en liet zich hiervoor betalen door zowel Juventus, Manchester United als Pogba. In 2019 was hij betrokken bij de transfer van Matthijs de Ligt van Ajax naar Juventus.
In 2020 werd Raiola volgens een door Voetbal International georganiseerde verkiezing uitgeroepen tot de invloedrijkste Nederlander in de voetbalindustrie van dat moment.
Raiola werd in januari 2022 in een Italiaans ziekenhuis opgenomen waar hij een operatie onderging. Op 28 april 2022 verschenen berichten over zijn overlijden eerst in de Italiaanse, maar later ook in de Nederlandse media. Zijn dood werd eerst ontkracht door zijn rechterhand José Fortes Rodriguez en vervolgens ook in een tweet geplaatst door of namens Raiola. Op 30 april 2022 maakte zijn familie bekend dat Raiola eerder die dag was overleden.
- Gemeinsame Normdatei: 1256389153
- Virtual International Authority File: 5337162118009102320004